# Палм Дезерт
Палм Дезерт (енгл. Palm Desert) град је у америчкој савезној држави Калифорнија. По попису становништва из 2020. у њему је живело 51.163 становника.

## Демографија
Према попису становништва из 2010. у граду је живело 48.445 становника, што је 7.290 (17,7%) становника више него 2000. године.
| Група             | 2000.          | 2010.          |
| Белци             | 31.919 (77,6%) | 34.115 (70,4%) |
| Афроамериканци    | 495 (1,2%)     | 875 (1,8%)     |
| Азијати           | 1.056 (2,6%)   | 1.647 (3,4%)   |
| Хиспаноамериканци | 7.031 (17,1%)  | 11.038 (22,8%) |
| Укупно            | 41.155         | 48.445         |

## Партнерски градови
- Вулонгонг
- Хајфа
- Округ Гизборн
- Гебеха
- Кечикан